# شكر الصالحي
شكر حاجم الصالحي (1947 - 1 أغسطس 2023) شاعر عراقي من مواليد المدحتية، بمحافظة بابل ودرس الابتدائية والثانوية في الحلة والمسيب. مجاز في اللغة العربية من كليّة الآداب في جامعة بغداد. عمل مدرسًا. وهو عضو اتحاد الأدباء في العراق. من دواوينه الشعرية خطوط أمامية...خطوط خلفية 1983، غزل عراقي 1984 والشهداء يطرقون الأبواب 1988 وسرّ الليل 1989 ومعلّقة الفاو 1989 وفلاح عسكر: الشاعر الشهيد 1992.

## سيرته
ولد شكر حاجم الصالحي في ناحية المدحتية، بمحافظة البابل العراقية في عائلة من الطبقة العاملة. أنهى دراسته الأولى والثانوية في مدينتي الوادعة والدراسة الثانوية الأدبي عام 64- 1965 في ثانوية المسيب والتحق بكلية الحقوق في جامعة البصرة لكن لم أواصل الدراسة فيها لظروف معيشية.

عمل بعدها في معمل الحرير الصناعي في السدة ومعمل نسيج الحلة. عمل كاتباً في مصلحة مشروع المسيب الكبير، ورئيس ملاحظين في الدار الوطنية للتوزيع والإعلان. تقاعد في 1 فبراير 1988. انشغل فترة بنشر الدراسات الفولكورية في المجلات المختصة وانصرف لاحقاً إلى تأسيس مكتبة الأدباء بالاشتراك مع ناجح المعموري في الحلة.

## شعره
نشر أولى قصائد في جريدة الأنباء الجديدة سنة 1967، واستمر يكتب الشعر. وحضر العديد من الفعاليات الثقافية المحلية. وهو عضو اتحاد الأدباء في العراق ورئيس الهيئة الإدارية للاتحاد في محافظة بابل. 

قال عن أسلوبه «منذ النشأة الأولى بين أنياب الجوع ومخالب الأوبئة، وهبني الله القدرة على تحسس آلآم الفقراء ومكابداتهم اليومية، وكنت أرى الحياة بلونها الداكن في حين يعيش القلة على جهود الأغلبية من المسحوقين وتنعم في رغد العيش، من تلك اللحظات نما في أعماقي الوعي بضرورة الانحياز إلى أولئك الناس المستضعفين، وعندما بدأت الكتابة لم تشغلني مراهقة الشباب عن هموم الجياع، فكانت نصوصي نتاج حياة من التجارب اليومية، ولم أكتب يوماً عما لا أعيش تفاصيله.» 

## مؤلفاته
- خطوط أمامية...خطوط خلفية، ديوان شعر، 1983
- غزل عراقي، بالاشتراك، ديوان شعر، 1984
- الشهداء يطرقون الأبواب، ديوان شعر، 1988
- سرّ الليل، ديوان شعر، 1989
- معلّقة الفاو، ديوان شعر، 1989
- فلاح عسكر: الشاعر الشهيد، 1992
- ذاكرة القراءة، 2000
- أصابع الكلام، ديوان شعر، 2001
- قطار الوقت، 2009
- مصادر الأصفهاني في كتاب الأغاني، 2013
- ما قرأت لكم ، 2015

## وصلات خارجية
- في أرشيف المجلات